# Frédéric Turpin
Frédéric Turpin, né en 1972, est un historien français. Professeur d'histoire contemporaine, il est spécialiste d'histoire politique, de relations internationales et de questions de défense. Il a dirigé le laboratoire Langages, littératures, sociétés, études transfrontalières et internationales de l'université Savoie-Mont-Blanc et a publié des ouvrages sur le gaullisme, Pierre Mesmer, Jacques Foccart ou la francophonie, dont certains ont été couronnés par l'Académie des sciences morales et politiques.

## Biographie
Ancien élève du Prytanée national militaire de La Flèche (1989-1991), Frédéric Turpin est agrégé d'histoire (1994). Il a soutenu un doctorat en histoire à l'université Paris Sorbonne-Paris IV (1999) sur De Gaulle, les gaullistes et l'Indochine (1940-1956), publié aux Indes savantes en 2005. Il a soutenu une habilitation à diriger les recherches à l'université Paris-Sorbonne (2007) sur La politique française de coopération avec l'Afrique subsaharienne francophone au prisme de la volonté de puissance (1958-1974) qui a été publiée aux Indes savantes en 2010 sous le titre De Gaulle, Pompidou et l'Afrique: décoloniser et coopérer.
Il est, depuis 2011, professeur de relations internationales et d'histoire contemporaine à l'université de Savoie (Chambéry). Il était précédemment maître de conférences à l'université d'Artois et a également enseigné à l'Institut d'études politiques de Paris (2005-2008) et au Collège interarmées de défense (2005-2007). Il donne également des conférences auprès de l'Université franco-gabonaise Saint-Exupéry et de Université Omar Bongo (Gabon) ainsi qu'auprès de l'Université Yaoundé II. Au sein de l'Université Savoie Mont Blanc, il assure en particulier les enseignements consacrés aux relations internationales (Nouvelle gouvernance mondiale, Union européenne et analyse de crises) au sein des Masters Internationalisation des Organisations et Analyse de crises et actions humanitaires.
Ses travaux de recherche se situent au croisement de plusieurs champs thématiques : relations internationales, Afrique, Francophonie, construction européenne, décolonisation, défense et faits militaires, institutions et vie politique française.
Il est titulaire de la Chaire Senghor de la francophonie à l'Université Savoie Mont Blanc depuis 2014.
Frédéric Turpin est membre des conseils scientifiques de l'Institut Pierre Mendès France (depuis 2008), de l' Institut Georges-Pompidou (depuis 2012), de la  Fondation Charles de Gaulle (depuis 2016), de l'Institut François-Mitterrand et de la Fondation Valéry Giscard d'Estaing (depuis 2022).
Il a été élu membre titulaire en deuxième section de l'Académie des sciences d'outre-mer (Paris) en juin 2017 et membre correspondant de l'Académie des sciences morales et politiques (Paris) en décembre 2023.
En 2015, il a publié une biographie de Jacques Foccart.
Dans le prolongement de ses recherches franco-africaines, Frédéric Turpin a publié en 2019 une étude, réalisée à partir des fonds d'archives de la présidence de la République française (de Charles de Gaulle à Jacques Chirac) et d'entretiens avec des acteurs francophones de premier plan, sur La France et la francophonie politique. Histoire d'un ralliement difficile.
L'année suivante, il a publié chez Perrin une biographie de Pierre Messmer. Le dernier gaulliste.
Depuis janvier 2025, il est directeur de la recherche historique placé auprès du Service historique de la défense et référent histoire du ministère des Armées. 

## Publications
- Pierre Messmer. Le dernier gaulliste, Paris, Perrin, 2020, 444 p.[6],[7],[8]. Prix Louis Marin[9] de l'Académie des sciences morales et politiques 2020. 
Grand prix du livre d'histoire de la ville de Nantes 2021[10],[11]
- La France et la francophonie politique. Histoire d'un ralliement difficile, Paris, Les Indes savantes, 2018. (Prix Jean-Sainteny 2019 de l'Académie des sciences morales et politiques (Institut de France)[12].)
- Jacques Foccart. Dans l'ombre du pouvoir, Paris, CNRS Editions, 2015[13],[14]
- En codirection avec Claude Barbier et Anne-Sophie Nardelli-Malgrand, Les Pays de Savoie et la Grande guerre: 1917, une année terrible?, Chambéry, Presses universitaires de Savoie, 2018.
- En codirection avec Claude Barbier et Anne-Sophie Nardelli-Malgrand, Les Pays de Savoie en Grande Guerre. 1916: face à la guerre d'usure, Chambéry, Editions de l'Université de Savoie/LLSETI, 2017.
- En codirection avec Claude Barbier, Les Pays de Savoie en 1915 : au cœur des enjeux internationaux, Chambéry, Editions de l'Université de Savoie/LLSETI, 2016.
- En codirection avec Eric Brunat et Georges-Henri Soutou, Union européenne - Russie: une relation particulière? Chambéry, Editions de l'Université de Savoie/LLSETI, 2015.
- En codirection avec Claude Barbier, Les Pays de Savoie entrent en Grande Guerre, Chambéry, Editions de l'Université de Savoie/LLSETI, 2015.
- En codirection avec Yves Kinossian, Jean Luquet, Hélène Maurin et Denis Varaschin, Les Pays de Savoie et la Grande Guerre: quelles sources? Chambéry, Editions de l'Université de Savoie/LLSETI, 2014.
- En codirection avec Bernard Lachaise et Gilles Le Béguec, Les élections législatives de novembre 1958: une rupture ? Bordeaux, Presses universitaires de Bordeaux, 2011.
- De Gaulle, Pompidou et l'Afrique: décoloniser et coopérer (1958-1974), Paris, Les Indes savantes, 2010. (Prix Ernest Lemonon 2010 de l'Académie des Sciences morales et politiques)[2],[15].
- Avec Gilles Le Béguec, Georges Pompidou et les institutions de la Ve République, Bruxelles, PIE-Peter Lang, 2006.
- Avec Bernard Lachaise, Gilles Le Béguec (dir.), Georges Pompidou, directeur de cabinet du général de Gaulle (juin 1958 - janvier 1959), Bruxelles, PIE - Peter Lang, 2005.
- De Gaulle, les gaullistes et l'Indochine : 1940-1956, Paris, Les Indes savantes, 2005, 666 p. (ISBN 978-2-846-54099-5, OCLC 61665914, présentation en ligne), [présentation en ligne].
- André Diethelm (1896-1954): de Georges Mandel à Charles de Gaulle, Paris, Les Indes savantes, 2004.
- Le Rassemblement du peuple français et l'outre-mer, Cahier de la Fondation Charles de Gaulle no 13, 2004.